# Janusz Pająk (chemik)
Janusz Pająk (ur. 10 maja 1951 w Krakowie) – polski chemik, specjalizujący się w technologii chemicznej, chemii organiczna i chemii węgla; nauczyciel akademicki.

## Życiorys
W 1974 roku otrzymał dyplom magistra inżyniera chemii organicznej o specjalności technologia polimerów na Wydziale Technologii i Inżynierii Chemicznej Politechniki Śląskiej w Gliwicach. Po odbyciu rocznej służby wojskowej został zatrudniony w katowickim oddziale Przedsiębiorstwa Doświadczalno-Produkcyjnego „Naftochem” z siedzibą w Krakowie jako specjalista do spraw trybologii. Zajmował się opracowaniem i wdrażaniem nowych produktów smarowych. W międzyczasie odbył Podyplomowe Studium Techniki Smarowniczej ma Wydziale Maszyn Górniczych i Hutniczych Akademii Górniczo-Hutniczej w Krakowie, które ukończył w 1977 roku.
W 1979 roku został starszym asystentem w Zakładzie Petro i Karbochemii PAN w Gliwicach oraz pod kierunkiem prof. Anny Marzec zajmował się badaniami nad strukturą węgli. W latach 1982–1985 przebywał na stypendium naukowym w Stanach Zjednoczonych. Po powrocie do zakładu obronił na Wydziale Chemii Uniwersytetu im. Adama Mickiewicza w Poznaniu pracę doktorską pt. Badania kinetycznych efektów izotopowych i objętości aktywacji reakcji przeniesienia wodoru z węglowodorów hydroaromatycznych do węgla i związków modelowych, którą napisał pod kierunkiem prof. Anny Marzec.
Od 1987 roku prowadził samodzielne badania naukowe. W latach 1989–1992 był kierownikiem zespołu do spraw badań przemian organicznych węgla w Zakładzie Karbochemii PAN. W 1997 roku uzyskał stopień naukowy doktora habilitowanego na Wydziale Chemii Politechniki Wrocławskiej na podstawie rozprawy nt. Badania reakcji przeniesienia wodoru z węglowodorów hydroaromatycznych do węgla, jego składników petrograficznych oraz produktów ekstrakcji. Następnie w latach 1998–2005 był docentem i kierownikiem Pracowni Chemii i Struktury Węgla i Materiałów Węglowych w Zakładzie Karbochemii PAN w Gliwicach.
Od 2000 roku jest zatrudniony na stanowisku profesora nadzwyczajnego w Politechnice Opolskiej. W latach 2006–2010 kierował tam Katedrą Zastosowań Chemii i Mechaniki. Od 2008 do 2012 roku sprawował funkcję prodziekana do spraw nauki Wydziału Inżynierii Produkcji i Logistyki Politechniki Opolskiej.